# 잔느 사카타

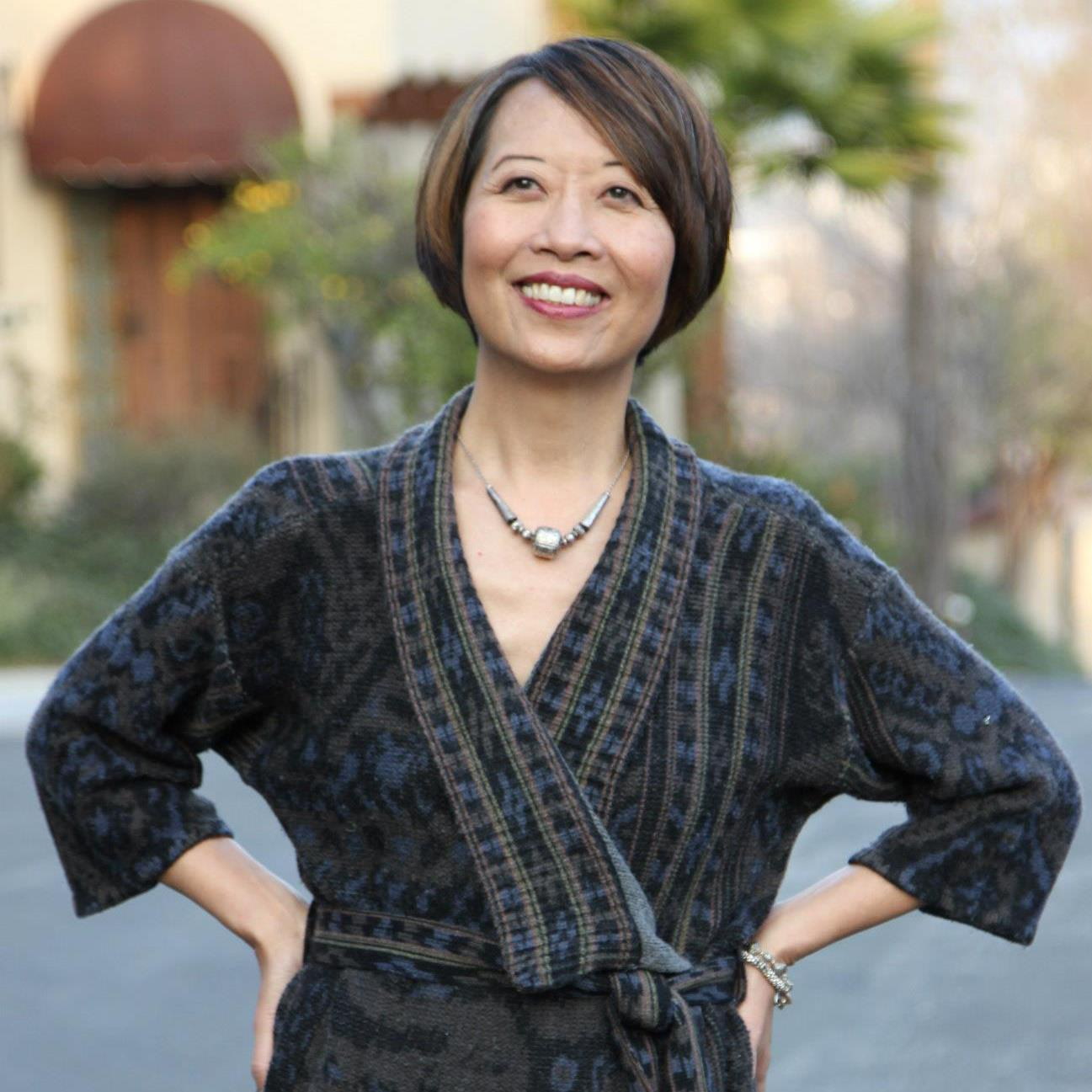

지니 사카타(Jeanne Sakata, 영어 발음: /ˈdƷi:ni/, 1954년 4월 8일 ~ )는 미국의 배우, 극작가, 작가이다.
샌타크루즈에서 태어났다.

## 영화
- 더 나은 선택 (2015, Advantageous)
- 더 발레 댄서 (2013년)
- 베이비 메이커스 (2012년) - 완다 역
- 가이 나이트 아웃 (2006년)
- 트리플 엑스 2 - 넥스트 레벨 (2005년)
- 야성녀 아이비 (1992년) - 이사벨 역